# Merkenau
Merkenau ist ein Name für die geschwätzige, naseweise Krähe in der Fabel, so in „Der Löwe mit dem Esel“ von Gotthold Ephraim Lessing oder in „Reineke Fuchs“ von Goethe.